# Northrop Grumman E-10 MC2A
Il Northrop Grumman E-10 MC2A era un progetto di velivolo AEW&C realizzato dall'azienda statunitense Northrop Grumman Corporation quale sostituto dell'E-3 Sentry, dell'E-8 Joint STARS e dell'Boeing EC-135 Rivet Joint, basati sul Boeing 707, in servizio nell'USAF. L'E-10 MC2A è basato sul Boeing 767-400ER.

## Storia

### Sviluppo
Nel 2003, il Northrop Grumman Boeing Raytheon MC2A Team ha ottenuto un contratto di 215 milioni di dollari pre-SDD (System Development and Demonstration) per lo sviluppo del velivolo.
Nonostante l'E-8 Joint STARS della Northrop Grumman sia un progetto recente, sarà comunque l'ultimo aereo di questo tipo ad essere basato sul Boeing 707: installare i sistemi ad alta tecnologia previsti per l'MC2A su una cellula che diventa sempre più obsoleta non garantirebbe le prestazioni richieste. La disponibilità di potenti ed affidabili turboventole, certificate ETOPS (Extended range Twin engine Operation Performance Standards - "Standard di prestazioni operative per i bimotori a lungo raggio"), ha permesso di scegliere un bireattore.
MC2A sta per Multi-Sensor Command and Control Aircraft. LMC2A era inteso per essere il massimo centro di controllo di ampi teatri di combattimento.
Nell'agosto 2003, Air International riportava che l'obiettivo di integrare radar di ricerca aerea e terrestre su una singola cellula è stato abbandonato. Interferenze elettroniche tra l'AESA e il radar di sorveglianza terrestre come i requisiti di alimentazione per entrambi i sistemi sono stati citati come la causa. In luogo della soluzione abbandonata, l'USAF opererà con 2 differenti flotte di E-10 che si integreranno con il futuro sistema di radar spaziale (Space-Based Radar (SBR), coi sistemi ELINT (ELectronic INTeligence) e SIGINT (SIGnal INTelligence) sia aerei che spaziali e con i satelliti spaziali IMINT (IMagery INTelligence). Sarebbe stato l'autorità centrale di comando per tutte le forze aeree, terrestri e navali in un teatro di combattimento. L'E-10 è stato anche considerato per l'uso come centro di comando per veicoli senza pilota di combattimento aereo (UCAV).
Le potenzialità dell'MC2A sarebbero state gradualmente aumentate, in fasi chiamate spirali:
- Spirale 1 – Multi-Platform Radar Technology Insertion Program (MP-RTIP), Programma di inserimento della tecnologia radar multi-piattaforma (MP-RTIP)

Questa versione avrebbe fornito un notevole capacità Joint Cruise Missile Defense (CMD) con capacità focalizzata modalità AMTI e aumentato il E-8 Joint STARS nel ruolo di sorveglianza del territorio.
- Spirale 2 - Capacità AWACS (Airborne Warning & Control System = sistema di controllo e allarme aviotrasportato)

Questa versione avrebbe sostituito l'E-3. Ci si aspettava che la versione Spirale 2 avrebbe utilizzato una variante del Boeing Wedgetail Multi-role Electronically Scanned Array.
- Spirale 3 – Piattaforma SIGINT

Questa versione era stata destinata a sostituire una vasta gamma di aerei SIGINT/ELINT. Nessun piano esisteva per sviluppare questa versione.

### Cancellazione
Il progetto è stato cancellato nel 2007. Il velivolo è stato venduto nel gennaio 2009 al Bahrain per essere convertito e utilizzato per il trasporto VIP.

### Sviluppo correlato
- Boeing 767
- Boeing KC-767
- Boeing E-767
- Boeing 737 AEW&C

### Aerei comparabili
- E-3 Sentry
- Boeing EC-135
- E-8 Joint STARS
- IAI Phalcon